# Paléo Festival Nyon
Il Paléo Festival è un festival musicale che si svolge ogni estate (generalmente alla fine di luglio) a Nyon, nella Svizzera francese.
Nato come folk festival nel luglio del 1976, ogni anno si è ripetuto, crescendo sempre più di importanza, fino a diventare uno dei festival più importanti della Svizzera. Attualmente si tratta del secondo maggiore open-air music festival d'Europa, dopo il Sziget Festival, in Ungheria.

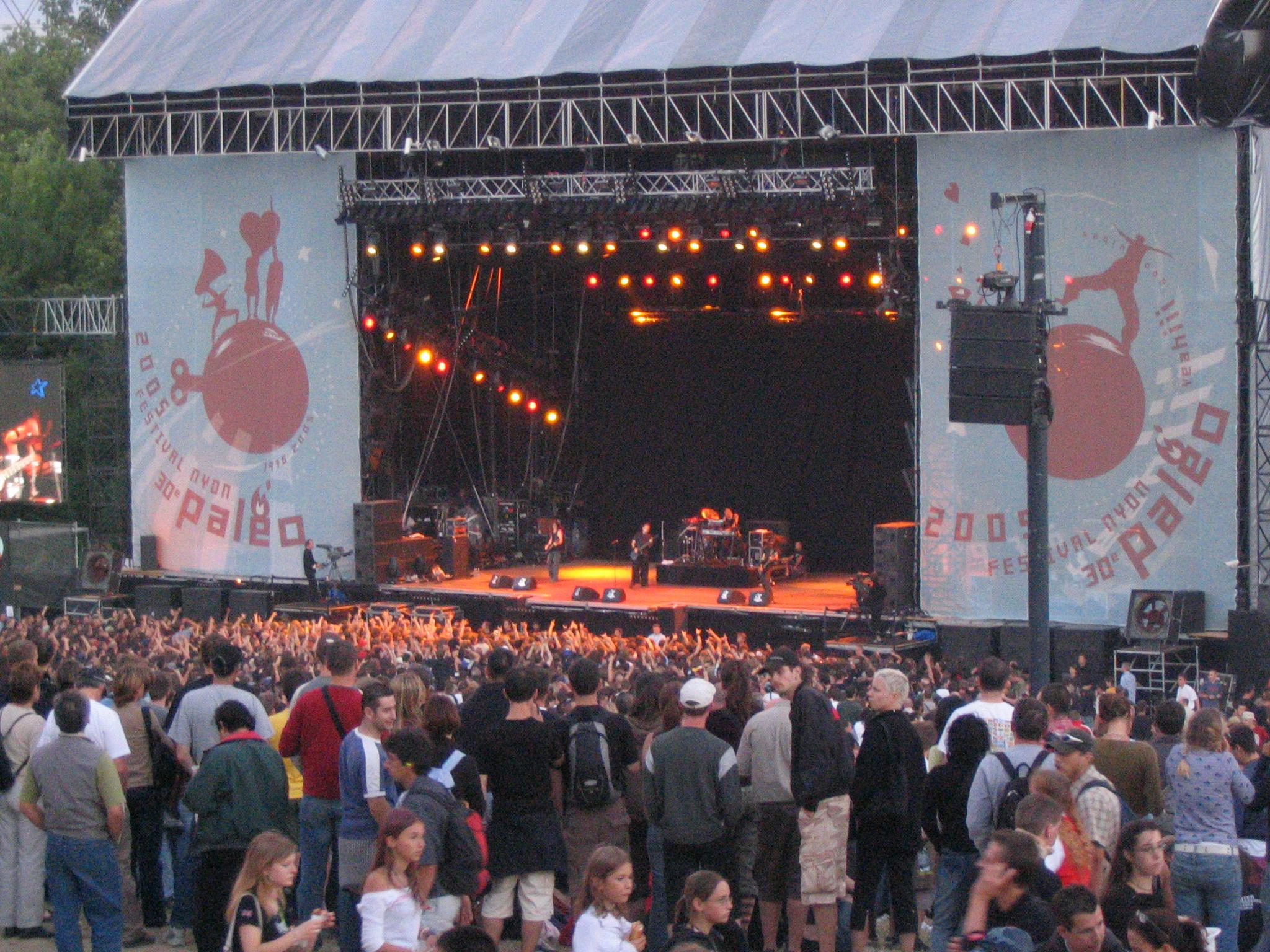

Al Paléo Festival si esibiscono ogni anno artisti di successo, ma ciò nonostante la maggior parte dei gruppi sono emergenti.
Il programma di questa settimana musicale è molto variegato e l'area su cui si svolge è molto grande (14.5 ettari di prato), ci sono cinque palchi e numerosi ristoranti che cucinano specialità provenienti da ogni angolo del pianeta. Dentro quest'area si respira un'atmosfera molto festosa e soprattutto non si corre nessun rischio, infatti questo festival è reputato uno dei più sicuri.

## La grafica
Ogni anno gli organizzatori del Palèo Festival di Nyon creano un concorso rivolto a tutti i più grandi studi grafici della svizzera per presentare un progetto del possibile logo, così facendo gli organizzatori riescono a garantire ogni anno un'innovazione e un cambiamento anche nella grafica.

## Il campeggio
L'organizzazione mette a disposizione una vasta area allestita a campeggio; è molto piacevole aggirarsi nell'immenso prato e osservare come sono organizzati i diversi accampamenti delle carovane che giungono a questo festival.
Negli anni precedenti l'area del campeggio era aperta così permettendo a qualsiasi persona di poter entrare ed accamparsi, questa politica ha portato ad un'affluenza elevata anche di persone che restavano tutto il giorno e tutta la notte al campeggio, questo ha portato ad una diminuzione della sicurezza (alcune edizioni fa si registravano decessi per overdose, numerosi furti e addirittura stupri.
Ormai da alcuni anni per accedere al campeggio si deve essere provvisti di un braccialetto che si acquista in prevendita.

## L'area esterna
Tra l'area camping e la vasta area concerti si trova una grande piazza delimitata da decine di bancarelle e numerosi stand destinati ai più affamati e golosi tra i visitatori.
Negli stand si può acquistare di tutto, dalle sedie a numerose magliette e bandiere a pipe e bong.